# بوكيمون ستاديوم 2
بوكيمون ستاديوم 2 (بالإنجليزية: Pokémon Stadium 2)‏، هي لعبة فيديو استراتيجية وحفلات من تطوير نينتندو إي أيه دي، ونشرتها نينتندو سنة 2000 حصريًا لنينتندو 64.

## الملاحظات
1. ↑  تُعرف اللعبة في اليابان بإسم: بوكيمون ستاديوم غولد أند سيلفر (بالإنجليزية: Pokémon Stadium Gold ＆ Silver‎؛ باليابانية: ポケモンスタジアム金銀‎، ‏بوكيمون سوتاجيامو كين جين؟)
2. ↑  تُعرف أيضًا في اليابان بإسم: بوكيمون ستاديوم غولد، سيلفر أند كريستال فيرجن (بالإنجليزية: Pokémon Stadium Gold, Silver & Crystal Version‎؛ باليابانية: ポケモンスタジアム 金銀 クリスタルバージョン‎، ‏بوكيمون سوتاجيامو كين جين كوريسوتارو بَجون؟)

## وصلات خارجية
- بوكيمون ستاديوم 2 على موقع IMDb (الإنجليزية)

- الموقع الرسمي
 (بالإنجليزية)